# Cómpeta
Cómpeta es un municipio y localidad española de la provincia de Málaga, en la comunidad autónoma de Andalucía. El término municipal, situado en la comarca de la Axarquía, tiene una población de 3735 habitantes (INE 2024) y se extiende sobre la ladera sur de la sierra de Almijara.

## Geografía

### Ubicación
Está a 638 m sobre el nivel del mar y dista 6,8 km de Sayalonga y 22,4 km de Vélez-Málaga, siendo 51,5 km la distancia que la separa de Málaga capital.

### Sierras
Las sierras de Tejeda y Almijara, declaradas Reserva Nacional de Caza Mayor e incluidas en el Catálogo de Espacios y Bienes Protegidos de la Junta de Andalucía, se extienden sobre una superficie aproximada de 20 543 hectáreas y comprende los municipios de Alcaucín, Canillas de Aceituno, Sedella, Salares, Canillas de Albaida, Cómpeta, Frigiliana y Nerja. 
El punto más elevado que se divisa desde el municipio es el de La Maroma (2065 m). La orografía del término es bien accidentada, especialmente por el noroeste, que limita con la provincia de Granada. Otras elevaciones importantes son Cerro Lucero (1779 m), Cisne (1600 m) Verde (1554 m) y el Tajo de las Grajas, que tiene una longitud de 200 m.

### Barriadas
Cómpeta tiene en la montaña una barriada llamada El Acebuchal que recientemente se le ha construido una capilla para sus pocos habitantes. Sus casas se extienden en una ladera y al otro lado, a varios kilómetros,  esta Frigiliana

### Zonas del pueblo
Esta localidad malagueña se puede divivir en distintas zonas conocidas entre los habitantes del pueblo. Respecto a los puntos cardinales, al norte de Cómpeta situamos "El monte". Al sur se encuentra la zona del pueblo conocida como el "Barrio". "El San Antón" lo podemos encontrar por todo el oeste de la localidad. En el punto cardinal este se encuentra "La Carrera". Estas zonas citadas son utilizadas entre los competeños para diferenciar las partes del pueblo y la localización de determinadas viviendas, comercios y lugares públicos.

## Historia
Cómpeta tiene origen romano. Su nombre deriva de Compita-Orum (latino) que significa 'cruces de caminos', lugar donde los romanos celebraban sus ofrendas y fiestas como "Fiestas Compitalias" en honor a los lares de los caminos. También era un lugar para realizar compras y vender productos. Este se cree que es el origen del pueblo ya que no hay documentos escritos que lo avalen.
En el primer documento escrito data del 29 de abril de 1487, fecha en la que las villas y la sierra de Bentomiz se rinden ante los Reyes Católicos en Vélez-Málaga. Durante estas fechas, Cómpeta se convirtió en una pueblo consolidado ya que contaba con 600 habitantes. Este pueblo se caracteriza por sus cultivos de vid, olivo e higueras que se extienden por todo el territorio también era buen lugar para el cultivo de árboles de morera para alimentar a los gusanos de seda pero actualmente este tipo de árbol es prácticamente inexistente.   
Muestra una arquitectura muy bonita con sus casas blancas para evitar el calor en el verano hasta sus verdes montañas y al fondo en invierno unas grandes montañas nevadas, sus calles más antiguas se caracterizan por su estrechez. Desde el pueblo y a través de la montaña se puede viajar a un pueblo de Granada (Játar) en unas 5-6 horas a pie. El centro lo compone la plaza de Almijara, arroyo y pantano.
La iglesia parroquial, dedicada a Nuestra Señora de la Asunción, data de finales del siglo XVI con una torre de color ocre de 30 m de altura, que hizo construir en 1505 Isabel la Católica aunque en un terremoto fue destruida y se volvió a construir. En el altar mayor hay una representación de la Asunción al cielo de la Virgen María, pintada por Francisco Hernández, de 1972. El mural de la pila bautismal es de La ermita de San Sebastián, patrón de construcción. La fachada de la iglesia es obra del pintor y escultor José Antonio Rivas Fernández procedente de la misma localidad, al igual que la plaza de las Tradiciones realizada por el mismo escultor quien supo plasmar en ocho murales realizados en cerámica, los distintos trabajos tradicionales artesanos, junto con un poema escrito por el artista dedicado al pueblo competeño. La iglesia está abierta gran parte del día y a su alrededor queda reflejado varias imágenes que explica el pasado y evolución del pueblo. En la misma plaza donde se encuentra la iglesia de Nuestra Señora de la Asunción, también se puede contemplar el monumento al "Vendimiador", también obra del escultor José Antonio Rivas Fernández.
Otras de las ermitas que se pueden visitar en la localidad, son la de San Antón o la de San Sebastián.

## Demografía
Cuenta con una población de 3735 habitantes (INE 2024).
| Gráfica de evolución demográfica de Cómpeta entre 1842 y 2021                                                         |
| |
| Población de derecho según los censos de población del INE. Población de hecho según los censos de población del INE. |

| Nacionalidad | Hombres | Mujeres | Total | %     | Proporción |
| ------------ | ------- | ------- | ----- | ----- | ---------- |
| Española     | 1011    | 1013    | 2024  | 53.0% |            |
| Extranjera   | 898     | 892     | 1790  | 46.9% |            |

| País        | Hombres | Mujeres | Total | %     | Proporción |
| ----------- | ------- | ------- | ----- | ----- | ---------- |
| Reino Unido | 435     | 449     | 884   | 49.4% |            |
| Alemania    | 87      | 76      | 163   | 9.1%  |            |
| Marruecos   | 70      | 68      | 138   | 7.7%  |            |
| Polonia     | 18      | 13      | 31    | 1.7%  |            |
| Francia     | 13      | 12      | 25    | 1.4%  |            |
| China       | 6       | 6       | 12    | 0.6%  |            |
| Italia      | 8       | 4       | 12    | 0.6%  |            |
| Argentina   | 4       | 5       | 9     | 0.5%  |            |
| Bulgaria    | 5       | 1       | 6     | 0.3%  |            |
| Colombia    | 2       | 4       | 6     | 0.3%  |            |
| Perú        | 1       | 4       | 5     | 0.2%  |            |
| Brasil      | 1       | 3       | 4     | 0.2%  |            |
| Uruguay     | 1       | 3       | 4     | 0.2%  |            |
| Paraguay    | 1       | 2       | 3     | 0.1%  |            |
| Rumania     | 2       | 0       | 2     | 0.1%  |            |
| Ucrania     | 1       | 1       | 2     | 0.1%  |            |
| Cuba        | 0       | 1       | 1     | 0.05% |            |
| Ecuador     | 0       | 1       | 1     | 0.05% |            |

## Economía

### Evolución de la deuda viva municipal
| Gráfica de evolución de Deuda viva del Ayuntamiento de Cómpeta entre 2008 y 2019                                |
| |
| Deuda viva del Ayuntamiento de Cómpeta en miles de Euros según datos del Ministerio de Hacienda y Ad. Públicas. |

## Fiestas y tradiciones

### Noche del vino
Cómpeta celebra el 15 de agosto una de sus mejores fiestas, siendo la más famosa y la que más caracteriza al pueblo. Tiene sus raíces en la despedida que hacían antiguamente los campesinos cuando abandonaban sus hogares para irse a los cortijos a la recogida de la vendimia. Se reunían en grupos de amigos para celebrar la despedida el 15 de agosto, mientras que cantaban y bailaban fandangos. Así pues, se trataba de una despedida de familia ya que no se volvían a ver hasta finales de año cuando ya terminaban la pisa. 
En dicha fiesta se rinde homenaje a la patrona del pueblo, Nuestra Señora de la Asunción, y en su origen, se despedía a los agricultores que al día siguiente se marchaban para comenzar la vendimia. Cuando un vecino del pueblo, Aurelio Fernández Navas, en 1973 invitó a todos en Cómpeta a todo el vino que se consumiera esa noche en el pueblo, creó un evento que se repetiría todos los años hasta hoy y que ha ganado fama incluso internacional.
La fiesta suele empezar por la mañana, con la pisada de uvas donde vecinos de Cómpeta y vestidos de forma tradicional de vendimiadores, pisan las uvas acompañados de un pisador de honor en forma de homenaje mientras se ofrece una degustación del vino de uva moscatel producido en la zona. Dicho evento tiene lugar en la Plaza de la Vendimia, donde se encuentra un sitio habilitado para la pisa de uvas y la recogida del mosto como ya pocos cortijos tienen.
Mientras se termina de pisar las uvas, música folklórica ameniza la fiesta mientras se espera a las riquísimas migas que se sirven con bacalao, una ensalada y uvas. Después de la comida suele haber conciertos de artistas del momento.
Después, por la noche, la fiesta se traslada a la Plaza de Almijara donde se suele montar un escenario con forma de cortijo haciendo una fachada real con su puerta y ventana que se retira después de la fiesta. Sigue la fiesta toda la noche con actuaciones folklóricas y de flamenco. Intervienen poetas, artistas, escritores que dan un toque cultural a esta fiesta lúdica.

## Día de las Cruces de Mayo
El día 3 de mayo como en muchos lugares de España, podemos presenciar en la localidad de Cómpeta, la procesión de cruces elaboradas con flores por niños y padres. Familias enteras se vuelcan con esta fiesta para que sea especial. Además, la banda municipal ameniza la procesión con sus canciones, yendo desde la plaza del pueblo hasta el punto más alto del pueblo conocido como "La cruz del monte", donde se dejan las cruces allí en un santuario cerrado, se encienden velas y se reza por los seres queridos que ya no están.

## Feria de verano
En el mes de julio se celebra la fiesta en honor al patrón de la localidad San Sebastián, el día de Santiago, suele tener 4 días de fiesta.
Durante la feria, se realizan varios partidos de fútbol entre hombres casados y solteros, juegos de antaño para niños y mayores, además de ofrecer comida y bebida gratis algunos días.
En la feria de día se puede disfrutar los cuatro días de orquestas, bailes típicos del pueblo, fiesta de la espuma, actuaciones de grupos famosos, carrera de cinta a caballo, bicicletas o moto, además de disfrutar el último día de una procesión y romería del patrón San Sebastián, donde todo el pueblo se viste de campero y gitana para acompañar la procesión subidos a caballo, carrozas o incluso camiones decorados con música para animar.
La feria de noche, se puede disfrutar desde las 22:00 horas hasta el amanecer, con orquestas en directo, atracciones para los más pequeños y grandes, caseta para jóvenes, disfrutando todas las noches, desde la primera que se anuncia la feria con fuegos artificiales y la coronación de la reina y sus damas de honor tanto juveniles como infantiles hasta la última donde se despide la feria con una gran traca final.
Para finalizar la feria, el lunes de resaca se hace en las atracciones una rebaja de los precios a la mitad, para que los competeños puedan disfrutar de su feria por última vez antes de decirle adiós y hasta el año que viene.

### Feria del Barrio
En conmemoración al patrón San Sebastián, se celebra durante el mes de enero en la barriada denominada El Barrio. Esta barriada se tiñe de luces y colores durante un fin de semana completo, contando el sábado con una fiesta para jóvenes durante la tarde y finalizando con la salida del Sol, dejando paso el domingo a un día completo de fiesta en el mismo lugar, el parque Arroyo Lara.
La fiesta finaliza tras el regreso de la imagen de San Sebastián a su ermita, acompañado por sus seguidores en una pequeña romería.

## Gastronomía

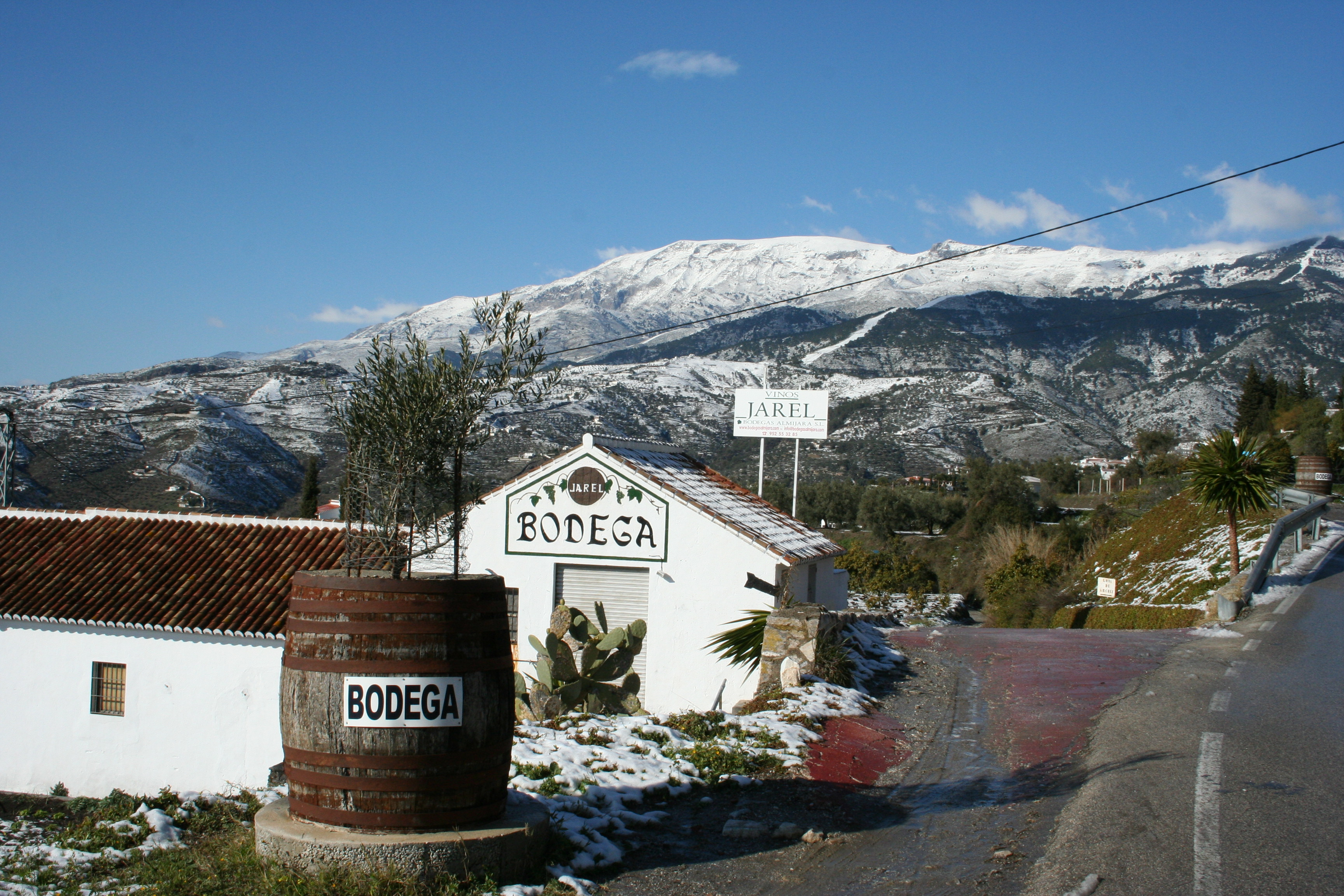
Bodega a las afueras de Cómpeta.

La comida típica de Cómpeta son las migas, el potaje de hinojos, y la calabaza frita pero lo que más caracteriza al pueblo son sus pasas y el vino (dulce – seco).

## Política y administración

### Resultado de las elecciones municipales de 2023
| Candidatura     | Candidatura                              | Votos | %                               | Escaños                         |
| --------------- | ---------------------------------------- | ----- | ------------------------------- | ------------------------------- |
|                 | Por Mi Pueblo (PMP)                      | 695   | 47,67                           | 6                               |
|                 | Partido Popular (PP)                     | 315   | 21,6                            | 2                               |
|                 | Partido Socialista Obrero Español (PSOE) | 158   | 10,84                           | 1                               |
|                 | Con Andalucía (Podemos-IU-MP-IdPA)       | 127   | 8,71                            | 1                               |
|                 | Ciudadanos (C´s)                         | 116   | 7,96                            | 1                               |
|                 | Andalucía Por Sí (AxSí)                  | 38    | 2,61                            | 0                               |
| Votos en blanco | Votos en blanco                          | 9     | 0,62                            | n/a                             |
| Votos válidos   | Votos válidos                            | 1458  | 100                             | 11                              |
| Votos nulos     | Votos nulos                              | 18    | Participación: \| \| 77,16 % \| | Participación: \| \| 77,16 % \| |
| Votantes        | Votantes                                 | 1476  | Participación: \| \| 77,16 % \| | Participación: \| \| 77,16 % \| |
| Electores       | Electores                                | 1913  | Participación: \| \| 77,16 % \| | Participación: \| \| 77,16 % \| |
|                 | 77,16 %                                  |       |                                 |                                 |